# Násedlovice
Násedlovice (in tedesco Nasedlowitz) è un comune della Repubblica Ceca facente parte del distretto di Hodonín, in Moravia Meridionale.